# Raglitz
Raglitz ist eine Katastralgemeinde und ein Ortsteil in der Stadtgemeinde Ternitz in Niederösterreich mit 593 Einwohnern (Stand 1. Jänner 2024).

## Geografie
Das Dorf liegt nördlich von Ternitz an der Grenze zur Stadtgemeinde Neunkirchen. Zu Raglitz gehören auch die  Rotten Auerfeld, Nußdorf, Steinbruch und Tiefental und weiters der Maierhof Gut Schwannhof.

## Geschichte
Laut Adressbuch von Österreich waren im Jahr 1938 in der Ortsgemeinde Raglitz ein Fleischer, ein Friseur, zwei Gastwirte, zwei Gemischtwarenhändler, ein Maler, zwei Schuster und mehrere Landwirte ansässig. Raglitz war bis 1973 eine selbständige Gemeinde und trat am 1. Jänner 1974 der Stadtgemeinde Ternitz bei.

## Öffentliche Einrichtungen
In Raglitz befindet sich ein Kindergarten.